# شارون ون اتن
شارون کاترین ون اتن (به انگلیسی: Sharon Katharine Van Etten) (زاده ۲۶ فوریه ۱۹۸۱) خواننده، ترانه‌سرا و بازیگر آمریکایی است. او تاکنون پنج آلبوم استودیویی منتشر کرده‌است. گستره صدای اتن در محدوده کنترالتو است. 

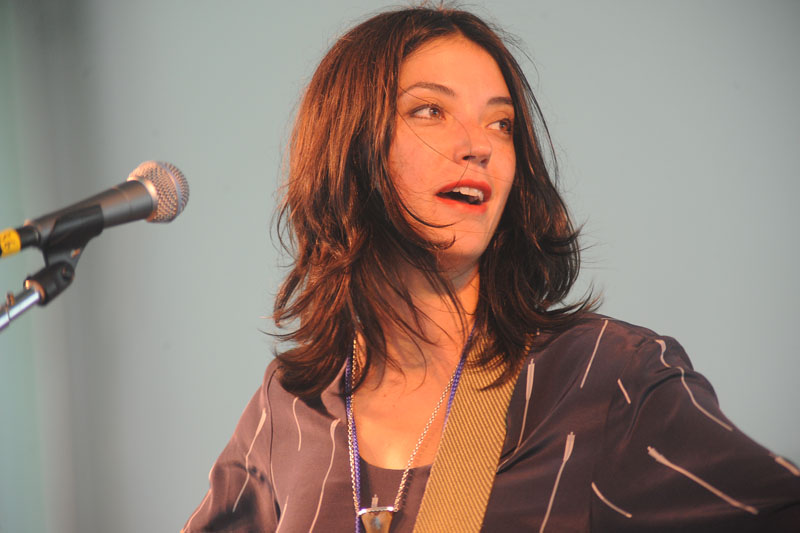
ون اتن در جشنواره مردمی نیوپورت ۲۰۱۲

## اوایل زندگی
ون اتن در بلویل، نیوجرسی متولد شد و فرزند میانه از پنج فرزند است. او در ناتلی، نیوجرسی زندگی می‌کرد و پیش از نوجوانی به کلینتون، نیوجرسی نقل مکان کرد. او در دبیرستان نورث هانتردون تحصیل کرده‌است، که در آن در گروه کر شرکت داشت و در موزیکال‌های صحنه ای اجرا کرد.
بعداً برای شرکت در دانشگاه ایالتی تنسی به مورفریسبورو، تنسی نقل مکان کرد و در رشته ضبط تحصیل کرد، اما پس از یک سال ترک تحصیل کرد. او در نهایت به مدت پنج سال در Red Rose، یک قهوه‌فروشی و محل برگزاری موسیقی در Murfreesboro کار کرد.
در سال ۲۰۰۴، او به نیوجرسی بازگشت. سپس در سال ۲۰۰۵ به شهر نیویورک نقل مکان کرد. او چندین سال در بروکلین، در محله حومه دیتماس پارک زندگی کرد.

## تأثیرپذیری
ون اتن از آنی دی فرانکو به عنوان یکی از تأثیرگذاران اصلی خود یاد می‌کند و در این باره گفته است:
او اولین موسیقی دانی بود که تا به حال شنیده بودم که آهنگ‌هایش فوق‌العاده اعتراف کننده بود. او واقعاً می‌توانست گیتار بزند. . . این اولین تجربه من با نوازندگان زن غیر پاپ بود. او باعث شد که من بخواهم بیشتر بنوازم."
طیف آوازی اتن در محدوده کنترالتو است که کالب کالدول از اسلنت آن را «هاسکی» توصیف کرد. NPR آواز او را خشن، ظریف و درخشان توصیف کرد، در حالی که Consequence آن را «زمینی» نامید. ویژگی موسیقی ون اتن استفاده زیاد از هارمونی است. پیچفورک ترانه‌های او را دارای «پژواک سنت‌های عامیانه» توصیف کرد. NPR Music می‌گوید: «آهنگ‌های او صمیمانه هستند، بدون اینکه بیش از حد جدی باشند؛ شعر او ساده است، اما آشکار نیست، و صدای ظریف او به اندازه‌ای در غم و اندوه پیچیده شده‌است که بیش از حد خالص یا مطمئن به نظر نرسد.»

## بازیگری
از سال ۲۰۱۶، ون اتن در هر دو فصل درام نتفلیکس او ای در نقش ریچل ظاهر شد. ون اتن همچنین در قسمت ششم سریال توئین پیکس (فصل ۳) بازی کرده است.
ون اتن اولین فیلم بلند خود را با ایفای نقش مکمل در فیلم ۲۰۲۰ هرگز به ندرت گاهی همیشه به کارگردانی الیزا هیتمن، که برای آن آهنگ اصلی «خیره به کوه» را نیز نوشت و اجرا کرد.
ون اتن همچنین در فیلم چگونه پایان می‌پذیرد در نقش جت ظاهر شد. در این فیلم دو آهنگ جدید ون اتن به نام‌های «چقدر تو را دوست داشتم» و «تا زمانی که دوباره ملاقات کنیم» برای مشاهده اولین بار به اجرا در آمد.

## زندگی شخصی

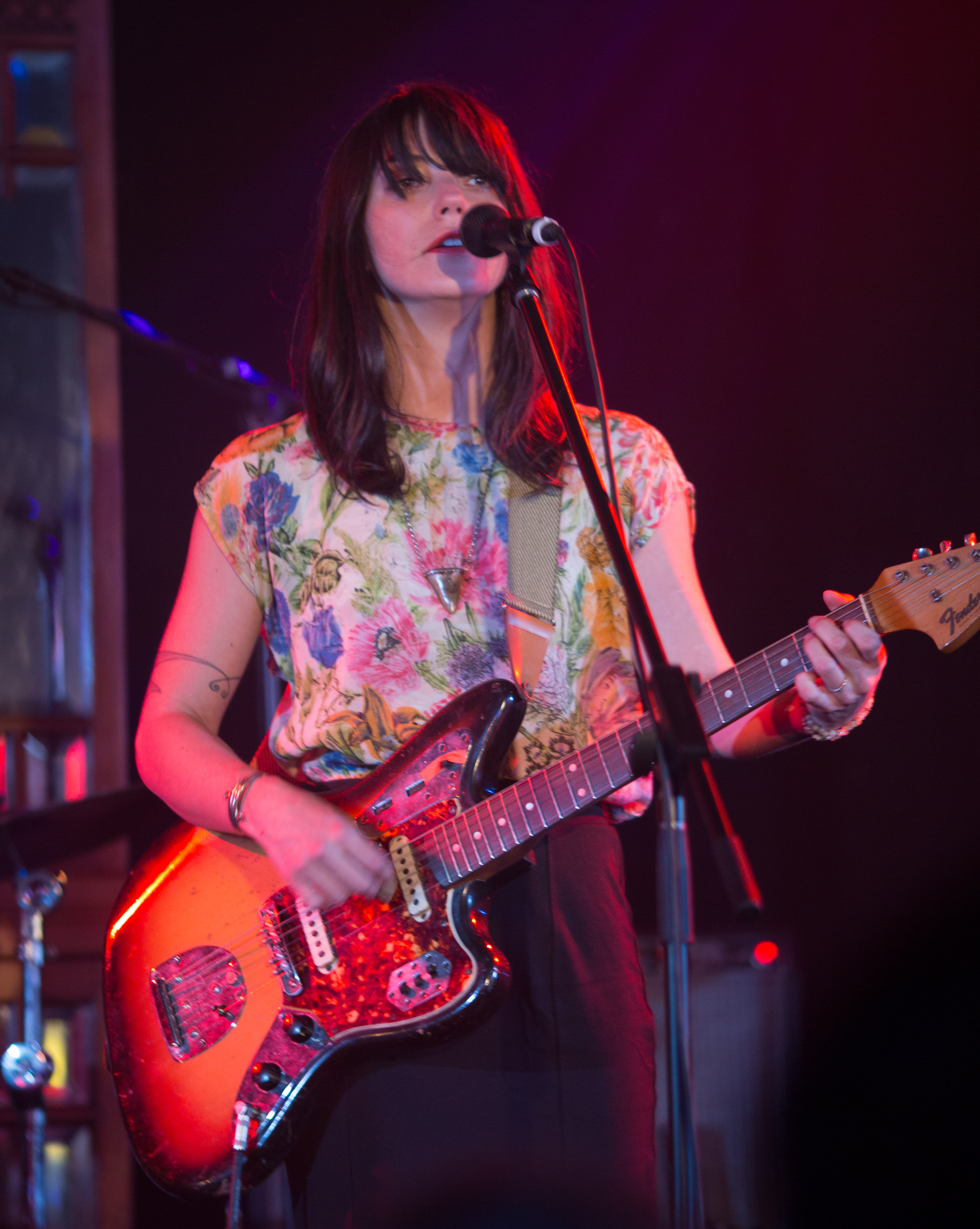
شارون کاترین ون اتن

ون اتن اولین فرزندش، یک پسر، را در سال ۲۰۱۷ از شریک زندگی‌اش زیک هاچینز به دنیا آورد. هاچینز قبلاً درامر او بود و سپس مدیر برنامه او شد.اتن در سپتامبر ۲۰۱۹،پس از ۱۵ سال زندگی در  نیویورک ،  به همراه خانواده اش به لس آنجلس نقل مکان کرد.

## ترانه‌شناسی

### آلبوم‌ها
- چون عاشق بودم (۲۰۰۹)
- حماسه (۲۰۱۰)
- ولگرد (۲۰۱۲)
- آیا ما آنجا هستیم (۲۰۱۴)
- به من یادآوری کن فردا (۲۰۱۹)
- ما همه چیز را اشتباه انجام داده‌ایم (۲۰۲۲)